# Talochlamys dichroa
Talochlamys dichroa is een tweekleppigensoort uit de familie van de Pectinidae. De wetenschappelijke naam van de soort is voor het eerst geldig gepubliceerd in 1909 door Suter.